# Amt Göttingen
Das Amt Göttingen war ein historisches Verwaltungsgebiet des Königreichs Hannover bzw. der preußischen Provinz Hannover.

## Geschichte
Das Amt ging aus dem Gericht Leineberg hervor, einem Land-, Go- und Hochgericht, das seit dem Mittelalter bestand und die Dörfer im Umland der Stadt Göttingen umfasste. Seit 1743 übte das Gericht auch die Amtsbefugnisse aus und war damit faktisch den welfischen Ämtern gleichgestellt. 1823 wurde das Gericht um acht Dörfer des aufgeteilten Amts Harste vergrößert. Nach der Bereinigung der Rechtsverhältnisse gegenüber der Stadt Göttingen (1831) führte es die Bezeichnung Amt Göttingen. 1839 wurde es um das frühere Gericht Geismar erweitert. 1852 wurden ihm außerdem die Ortschaften Lemshausen und Reinshof des Amts Friedland zugelegt. Hingegen musste das Amt Göttingen die Ortschaften Bösinghausen, Volkerode und Obernjesa abgeben. Im Zuge der Verwaltungsreform von 1859 wurde das Amt Göttingen noch einmal wesentlich vergrößert: Hinzu traten die Gemeinden des Amts Bovenden (Herrschaft Plesse) und des Amts Radolfshausen sowie die Gemeinde Gladebeck des ehemaligen Amts Moringen, die Gemeinden Emmenhausen und Esebeck des ehemaligen Amts Adelebsen und die Gemeinde Klein Wiershausen des ehemaligen Amts Dransfeld.
Seit 1867 bildete das Amt Göttingen mit den Ämtern Münden und Reinhausen sowie den amtsfreien Städten Göttingen und Münden den Steuerkreis Göttingen. 1885 wurde aus den Ämtern Göttingen und Reinhausen der Kreis Göttingen gebildet.

## Umfang
Bei seiner Aufhebung (1885) umfasste das Amt folgende Gemeinden:
| - Angerstein (*) - Bösinghausen (**) - Bovenden (*) - Ebergötzen (**) - Eddigehausen (*) - Ellershausen - Elliehausen - Emmenhausen (+) - Esebeck (+) - Falkenhagen (**) | - Geismar - Gladebeck (+) - Grone - Harste (*) - Herberhausen - Hetjershausen - Holtensen - Holzerode (*) - Klein Wiershausen (+) - Knutbühren | - Landolfshausen (**) - Lemshausen - Lenglern (*) - Mackenrode (**) - Mengershausen - Nikolausberg - Oberbillingshausen (*) - Olenhusen - Parensen (*) - Potzwenden (**) | - Reinshof - Reyershausen (*) - Roringen - Rosdorf - Settmarshausen - Spanbeck (*) - Waake (**) - Weende |

(*) Aus dem ehemaligen Amt Bovenden; (**) aus dem ehemaligen Amt Radolfshausen; (+) aus den Ämtern Adelebsen, Moringen und Dransfeld.
- Karte mit allen verlinkten Seiten:
- OSM |
- WikiMap

## Amtmänner
- 1818–1818: Friedrich Wilhelm Christian Zachariae, Amtmann
- 1820–1853: Friedrich Georg Kern, Gerichtsschulze und Gräfe, ab 1832 Oberamtmann
- 1853–1863: Friedrich Wilhelm August Zachariae, Oberamtmann
- 1863: Carl Johann Friedrich Meister, Amtmann
- 1863–1865: Carl August Freiherr von Grote, Amtmann
- 1865–1868: Carl Wilhelm Ferdinand Eduard Rüppel, Amtmann
- 1868–1873: Valerian Graf von Pfeil und Klein-Ellguth, Amtmann
- 1873–1885: Georg Dieterichs, Amtmann, 1885–1900 Landrat des Kreises Göttingen